# Dead Winter Dead
Dead Winter Dead ist das neunte Studioalbum der US-amerikanischen Power-Metal-Band Savatage aus dem Jahr 1995, welches vom Bosnienkrieg handelt.

## Die Story
Nach der Ouvertüre beginnt die Story mit einem Wasserspeier der Fassade der Kathedrale von Sarajevo, der sich nach tausend Jahren der Beobachtung der Menschen auf dem Platz vor der Kirche immer noch fragt, was Lachen und was Tränen bedeuten sollen (vertont im Lied Sarajevo). Die Berliner Mauer ist gerade gefallen und in Europa blicken fast alle Menschen hoffnungsvoll in die Zukunft (This Is The Time). Auf dem Balkan jedoch säen einige wenige Individuen Zwietracht und Hass (I Am).
Serdjan lässt sich verführen und tritt der serbischen Armee bei und ist kurz darauf an der Belagerung von Sarajevo beteiligt (Starlight). In Sarajevo kauft die Bosnierin Katrina von einem zwielichtigen, profitorientierten Waffenhändler einige Waffen für den Kampf (Doesn’t Matter Anyway) und beginnt zurückzuschießen. Es scheint, als hätten sich alle Menschen des Balkans für die eine oder die andere Seite, in jedem Fall aber für den Krieg entschieden (This Isn't What We Meant). Im November 1994 jedoch beginnt ein Cellospieler auf dem Marktplatz von Sarajevo inmitten des Kriegsgetöses zu musizieren. Serdjan und Katrina verbringen ihre Zeit einen Monat lang damit, zeitweise aufeinander zu schießen, zeitweise gemeinsam, in unterschiedlichen Deckungen sitzend dem Cellospieler zuzuhören (Mozart And Madness, Memory). Der Cellist selber, ein alter Mann, wird immer wieder Zeuge von Verbrechen gegen die Zivilbevölkerung (Dead Winter Dead), musiziert aber trotz oder gerade wegen der schrecklichen Situation weiter. Auf einer Patrouille durch die Stadt sieht Serdjan, dass der Artilleriebeschuss auch das Leben von Schulkindern genommen hat, und wird davon traumatisiert, er beschließt zu desertieren (One Child). Am Heiligabend 1994 verstummt das Spiel des Cellisten jedoch plötzlich (Christmas Eve). Serdjan und Katrina befürchten beide das Schlimmste und machen sich unvorsichtigerweise auf den Weg zu dem Ort, woher bislang die Musik kam. Gleichzeitig treffen sie unter dem Wasserspeier ein, wohl erkennend, dass sie eigentlich Todfeinde sind, gleichzeitig aber auch mit dem sicheren Wissen, welche Gemeinsamkeit sie hier zusammengeführt hat (Not What You See). Unter dem Wasserspeier liegt der zerschmetterte Körper des Cellospielers. Ein Wassertropfen fällt von dem Wasserspeier auf ihn.
Die Story endet mit zwei Versen, die im Booklet zwischen den Songtexten eingefügt sind:
And the soldier felt a shudder

for the worst had come he feared

when the only sign of pity

was a single gargoyles tear.

Then they left the square together

neath the fading fires light

and the gargoyle watched and wondered

on that winter´s silent night.
Und es bleibt die Frage, wie all das geschehen konnte, die sich nicht nur Katrina und Serdjan stellen, sondern auch der Hörer stellen soll.

## Hintergrund
Mit diesem Album kehrte Chris Caffery als Gitarrist in die Band zurück, der schon 1989 auf der Tour zum Album Gutter Ballet zur Band gehörte. Alex Skolnick, sein Vorgänger, verließ die Band, um sich auf Testament zu konzentrieren. Mit Jeff Plate wurde auch ein neuer Schlagzeuger gefunden. Mit Al Pitrelli stieg zusätzlich ein zweiter Gitarrist ein, der die Lead-Gitarre übernahm.
Das Instrumental Christmas Eve (Sarajevo 12/24) wurde an Weihnachten 1995 ein unerwarteter Radio-Hit in den USA. Das Lied ist ein Medley aus dem ukrainischen Weihnachtslied Schtschedryk (Щедрик) bzw. der englischen Fassung Carol of the Bells und dem Lied God Rest Ye Merry, Gentlemen. Dieses Lied und sein Erfolg gaben Savatage den Anstoß, die Band Trans-Siberian Orchestra zu gründen, die diese musikalische Richtung weiter verfolgen sollte.
Mozart And Madness und Memory (Dead Winter Dead) zitieren klassische Werke. Mozart And Madness ist eine Rockversion des ersten Satzes (Allegro con brio) der Symphonie Nr. 25 in g-Moll (KV 183) von Wolfgang Amadeus Mozart. Memory ist eine Einspielung des vierten Satzes aus Ludwig van Beethovens 9. Symphonie (→Europahymne). Dies waren die ersten Savatage-Klassikadaptionen seit Prelude To Madness vom Album Hall Of The Mountain King (1987), auf dem Criss Oliva den Satz In der Halle des Bergkönigs aus Edvard Griegs Peer-Gynt-Suite auf der E-Gitarre spielte.
Der Charakter des Cellospielers wurde inspiriert von Vedran Smailović, einem Cellisten, der während der Belagerung tatsächlich musizierte.

## Titelliste
1. Overture – 1:50
2. Sarajevo – 2:31
3. This is the Time – 5:40
4. I Am – 4:32
5. Starlight – 5:38
6. Doesn’t Matter Anyway – 3:47
7. This Isn’t What We Meant – 4:12
8. Mozart and Madness – 5:01
9. Memory (Dead Winter Dead Intro) – 1:19
10. Dead Winter Dead – 4:18
11. One Child – 5:14
12. Christmas Eve (Sarajevo 12/24) – 3:24
13. Not What You See – 5:02

### Wiederveröffentlichungen
- 2002 wurde das Album von SPV wiederveröffentlicht und um die Stücke All That I Bleed (Acoustic Piano Version) und Sleep (Acoustic Version) ergänzt.
- 2011 wurde das Album von Edel wiederveröffentlicht und um die Stücke Miles away / Follow me (Acoustic Version) und When the crowds are gone (Acoustic Version) ergänzt.